# Iunmin
Iunmin war ein Prinz der altägyptischen 4. Dynastie. Er war ein Sohn von Pharao Chephren; über seine Mutter ist nichts bekannt. Unter Chephrens Nachfolger Mykerinos hatte er das Amt des Wesirs inne und war somit der höchste Beamte nach dem König. Iunmin war verheiratet mit einer Frau namens Chamerernebti.

## Grabstätte

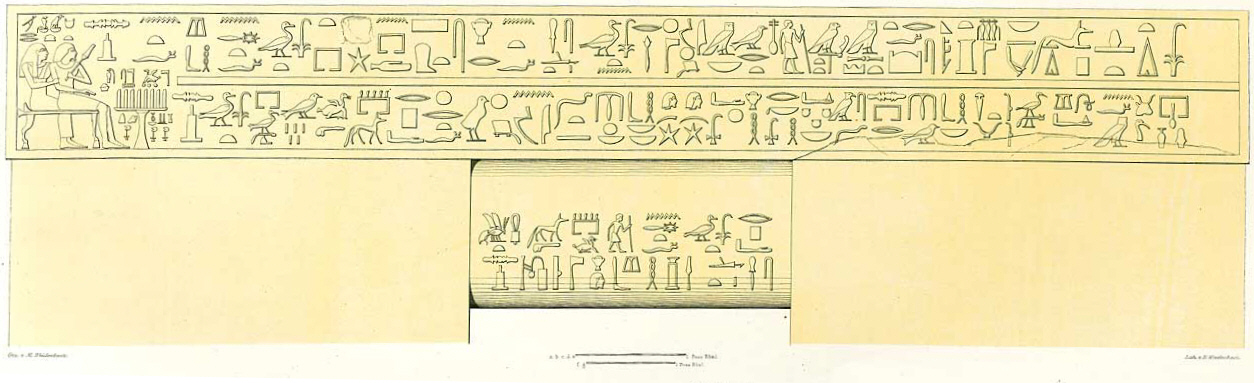
Türrolle und Architrav des Grabes LG 92 nach Lepsius

Iunmin gehört das Felsgrab LG 92 auf dem Central Field in Gizeh. Es besitzt einen großen Vorbau aus Kalkstein. Die Türrolle und der Architrav am Eingang des Grabes nennen den Namen und die Titel des Besitzers und seiner Frau; weitere Inschriften sind nicht vorhanden. Das Grab des Iunmin hebt sich von den benachbarten Gräbern gleicher Entstehungszeit durch seine enorme Größe ab.

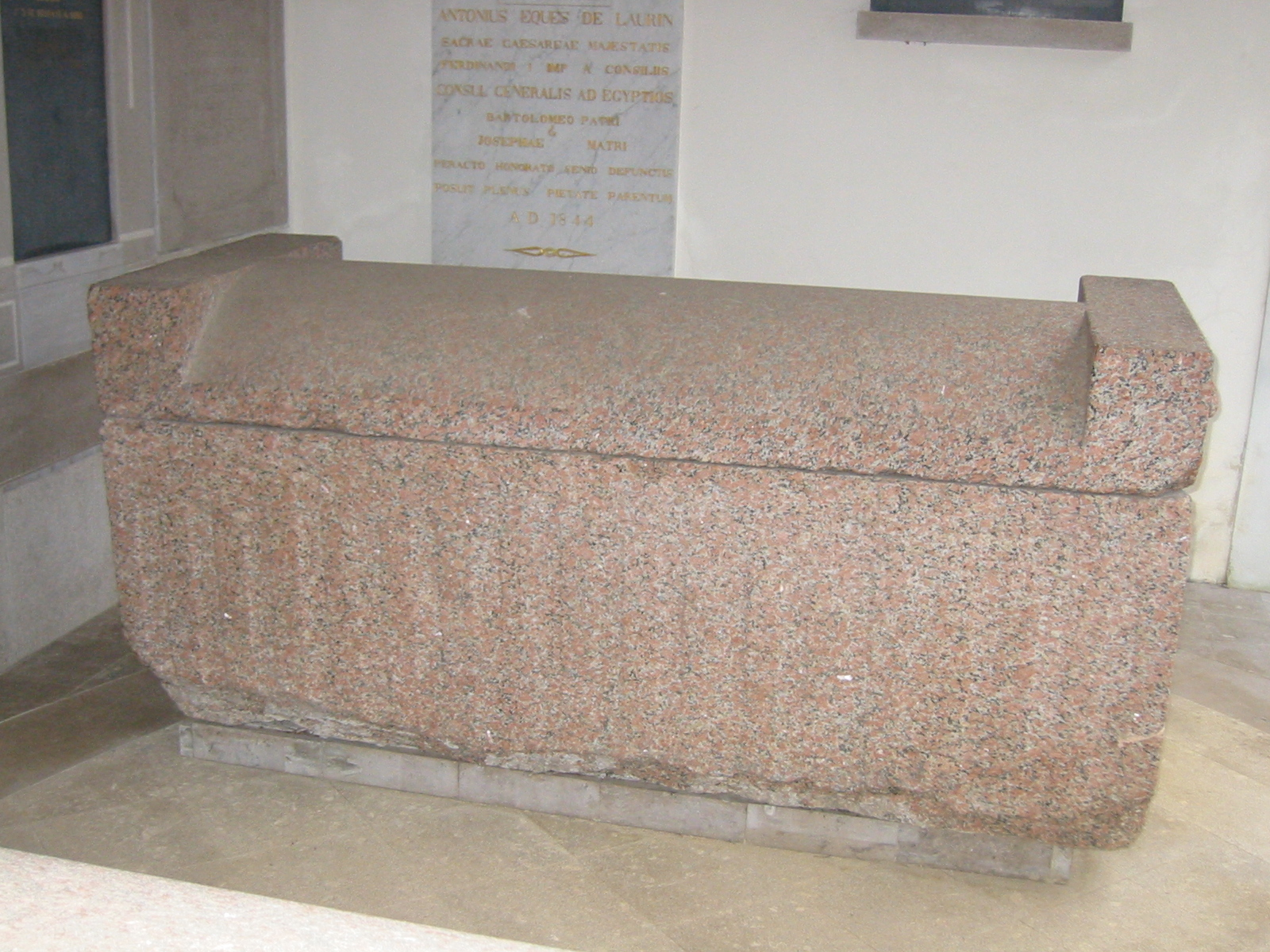
Möglicher Sarkophag des Iunmin in Vipava, Slowenien

Iunmin ist möglicherweise ein Sarkophag zuzuordnen, den der österreichische Generalkonsul in Ägypten Anton von Laurin (1789–1869) 1845 in Gizeh erwarb und in seine Heimatstadt Vipava im heutigen Slowenien überführen ließ. Der Sarkophag steht dort auf dem Friedhof und enthält die Gebeine von Laurins Eltern.